# Синдром голови, що вибухає
Синдром голови, що вибухає (англ. Exploding head syndrome, EHS) — ненормальне чуттєве сприйняття уві сні, за якого індивід переживає короткі гучні слухові галюцинації під час засинання чи прокидання. Звук може лякати, зазвичай він трапляється лише зрідка і не спричиняє серйозного занепокоєння. Іноді індивід також бачить спалахи світла. Біль зазвичай відсутній. 
Причина явища невідома. Серед потенційних пояснень, які було досліджено і виключено: проблеми зі слухом, скронева епілепсія, дисфункція нервів або генетичні зміни. Причина має психологічний характер. Потенційні фактори ризику включають психологічний стрес. Цей синдром класифікують як розлад сну або головний біль, часто не ставлячи діагнозу.
Немає якісних доказів ефективності лікування, позитивно впливає заспокоєння. Поширеність явища досліджено недостатньо добре, за деякими оцінками, синдром трапляється у 10% людей, частіше у жінок. Найдавніші відомі описи цього стану датуються 1876 роком. Сучасна назва з'явилася 1988 року.